# Санта-Клара-де-Аведільйо
Санта-Клара-де-Аведільйо (ісп. Santa Clara de Avedillo) — муніципалітет в Іспанії, у складі автономної спільноти Кастилія-і-Леон, у провінції Самора. Населення — 201 особа (2010).
Муніципалітет розташований на відстані близько 200 км на північний захід від Мадрида, 19 км на південь від Самори.

## Демографія
Динаміка населення (INE ):